# SnRNP
snRNP(small nuclear ribonucleoprotein)은 변형되지 않은 pre-mRNA 및 다양한 기타 단백질과 결합하여 큰 RNA-단백질 분자 복합체인 스플라이소좀(spliceosome)을 형성하는 RNA-단백질 복합체로, pre-mRNA의 스플라이싱을 발생시킨다. snRNP의 작용은 진핵 세포의 핵에서만 발생하는 RNA의 전사 후 변형의 중요한 측면인 pre-mRNA에서 인트론을 제거하는데 필수적이다. 또한 U7 snRNP는 히스톤 pre-mRNA의 3' 스템 루프 처리를 담당하기 때문에 U7 snRNP는 스플라이싱에 전혀 관여하지 않는다.
snRNP의 두 가지 필수 구성 요소는 단백질 분자와 RNA이다. 각 snRNP 입자 내에서 발견되는 RNA는 작은 핵 RNA(말 그대로 small nuclear RNA) 또는 snRNA로 알려져 있으며 일반적으로 길이가 약 150뉴클레오티드이다. snRNP의 snRNA 구성 요소는 인트론의 5' 및 3' 말단 및 분기 부위에서 중요한 스플라이싱 신호의 서열을 상보적으로 인식함으로써 개별 인트론에 특이성을 부여한다. snRNP의 snRNA는 효소 및 구조적 역할을 직접 통합한다는 점에서 리보솜 RNA와 유사하다.
SnRNP는 Michael R. Lerner와 Joan A. Steitz에 의해 발견되었다. 체크와 올트먼도 RNA가 세포 발달에서 촉매로 작용할 수 있다는 독립적인 발견을 했다. 그들은 1989년 노벨 화학상을 수상했다.

## 유형
적어도 5가지 종류의 snRNP가 spliceosome에 합류하여 스플라이싱에 참여한다. 그들은 겔 전기 영동으로 시각화할 수 있으며 개별적으로 U1, U2, U4, U5 및 U6으로 알려져 있다. 그들의 snRNA 구성 요소는 각각 U1 snRNA, U2 snRNA, U4 snRNA, U5 snRNA 및 U6 snRNA 로 알려져 있다.
1990년대 중반, 고도로 보존된 5' 스플라이스 부위와 가지 부위가 있는 후생동물에서만 발견되는 인트론 클래스의 스플라이싱을 돕기 위해 snRNP의 변종 클래스가 존재한다는 것이 발견되었다. 이 변형된 snRNP 클래스에는 U11 snRNA, U12 snRNA, U4atac snRNA, U6atac snRNA가 포함된다. 각각 U1, U2, U4, U6과는 다르지만 비슷한 기능을 수행한다.
또한, U7 snRNP는 U7 small nuclear RNA와 관련 단백질로 만들어지며 히스톤 pre-mRNA의 3' 스템 루프 처리에 관여한다.

## 생물 발생
작은 핵 리보핵단백질(snRNP)은 세포 핵과 세포질을 모두 포함하는 엄격한 조절 과정에서 조립된다.

### 핵 내 RNA 합성 및 수출
RNA 중합효소 II는 U1, U2, U4, U5를 전사하고, 덜 풍부한 U11, U12 및 U4atac(snRNAs)는 내보내기 신호 역할을 하는 m7G-캡을 획득한다. 핵외수송은 CRM1에 의해 중재된다.

### 세포질에서 Sm 단백질의 합성 및 저장
Sm 단백질은 다른 단백질과 마찬가지로 Sm 메신저 RNA를 번역하는 리보솜에 의해 세포질에서 합성된다. 이들은 모두 pICln 단백질과 관련된 3개의 부분적으로 조립된 고리 복합체의 형태로 세포질에 저장된다. 이들은 SmD1, SmD2, SmF, SmE 및 SmG와 pICln 의 6S 펜타머 복합체, SmB의 2-4S 복합체, 가능하면 SmD3 및 pICln 및 SmD3, SmB, SmD1, pICln의 큰 복합체인 20S 메틸로솜이다. 및 아르기닌 메틸트랜스퍼라제-5(PRMT5) 단백질. SmD3, SmB 및 SmD1은 메틸로솜에서 번역 후 변형을 겪는다. 이들 3개의 Sm 단백질은 SmD1, SmD3 및 SmB의 C-말단에서 아르기닌 - 글리신 모티프를 반복하고, 아르기닌 측쇄는 ω-NG, N G ' -디메틸-아르기닌으로 대칭적으로 디메틸화된다. 세 가지 전구체 복합체 모두에서 발생하지만 성숙한 snRNP에는 없는 pICln은 특수 샤페론으로 작용하여 Sm 단백질의 조기 조립을 방지하는 것으로 제안되었다.

### SMN 컴플렉스의 핵심 snRNP 조립
snRNA (U1, U2, U4, U5 및 덜 풍부한 U11, U12 및 U4atac)는 SMN (운동 뉴런 단백질의 생존)과 빠르게 상호작용한다. SMN1 유전자에 의해 암호화됨) 및 Gemins 2-8(Gem 관련 단백질인 GEMIN2, GEMIN3, GEMIN4, GEMIN5, GEMIN6, GEMIN7, GEMIN8)이 SMN 복합체를 형성한다. 여기에서 snRNA가 SmD1-SmD2-SmF-SmE-SmG 5량체에 결합한 다음 SmD3-SmB 이량체를 추가하여 snRNA의 소위 Sm 부위 주위에 Sm 고리를 완성한다. 이 Sm 부위는 이러한 snRNA, 일반적으로 AUUUGUGG(여기서 A, U 및 G는 각각 뉴클레오사이드 아데노신, 우리딘, 구아노신을 나타냄)에서 뉴클레오티드의 보존된 서열이다. snRNA 주위에 Sm 고리를 조립한 후, 5' 말단 뉴클레오시드 (이미 7-메틸구아노신 캡으로 변형됨)는 2,2,7-트리메틸구아노신으로 과메틸화되고 snRNA의 다른 (3') 말단은 잘린다. 이 변형과 완전한 Sm 고리의 존재는 스누르포르틴(snurportin) 1 단백질에 의해 인식된다.

### 핵에서 snRNP의 최종 조립
완성된 코어 snRNP-snurportin 1 복합체는 단백질 importin β를 통해 핵으로 수송된다. 핵 내부에서 핵심 snRNP는 snRNP의 최종 조립이 일어나는 Cajal 몸체에 나타난다. 이것은 특정 snRNP(U1, U2, U4, U5)에 특정한 추가 단백질 및 기타 변형으로 구성된다. 많은 양의 유리 U6이 세포질에서 발견되지만 U6 snRNP의 생합성은 핵에서 발생한다. LSm 고리가 먼저 조립된 다음 U6 snRNA 와 결합할 수 있다.

### snRNP의 분해
snRNP는 수명이 매우 길지만 결국 분해되고 성능이 저하된다. 그러나 이 분해 과정에 대해서는 알려진 바가 거의 없다.

### 조립불량
SMN을 코딩하는 SMN1 유전자의 유전적 결함으로 인한 snRNP 생합성에서 운동 뉴런(SMN) 단백질의 생존 기능의 결함은 유전 질환 척수성 근위축증에서 관찰되는 운동 뉴런 병리를 설명할 수 있다.

## 구조, 기능 및 조직
여러 인간 및 효모 snRNP 구조는 저온 전자 현미경 및 연속 단일 입자 분석에 의해 판별되었다. 최근에 인간 U1 snRNP 코어 구조는 X선 결정학 (3CW1, 3PGW)에 의해 결정되었고, 이어서 U4 코어 snRNP(2Y9A)의 구조가 결정되어 원자 접촉, 특히 Sm 단백질의 결합 모드에 대한 첫 번째 통찰력을 얻었다. U6 UsnRNA의 구조는 특정 단백질 Prp24(4N0T)와 복합적으로 해결되었으며, 이의 3'- 뉴클레오티드 구조는 특수 Lsm2-8 단백질 고리(4M7A)에 결합되었다. 각 구조에 대한 PDB 코드는 괄호 안에 언급되어 있다. 단일 입자 전자 현미경 분석에 의해 결정된 구조는 인간 U1 snRNP, 인간 U11/U12 di-snRNP, 인간 U5 snRNP, U4/U6 di-snRNP, U4/U6∙U5 tri-snRNP이다. snRNPs와 spliceosomes의 구조와 기능을 결정하는 추가 연구가 아직 진행되고 있다.

## 항 snRNP 항체
자가항체는 신체 자체의 snRNP에 대해 생성될 수 있으며, 특히 전신성 홍반성 루푸스(SLE)에서 snRNP의 Sm 단백질 유형에 대해 표적화된 항-Sm 항체가 가장 두드러진다.